# الطريق القطبي 2800
الطريق القطبي 2800 (بالإنجليزية: 2800 Polar Way)‏ هو منشآة تخزين بارد تقع في مدينة ريتشلاند بولاية واشنطن شمال غربي الولايات المتحدة. ويعد أكبر مستودع تخزين مُبرَّد في العالم، بالإضافة إلى أنه أكبر مُجمّد آلي على وجه الأرض. بدأت أعمال بناء المنشآة بتاريخ 12 مايو عام 2014، وافتُتِحت في أواخر شهر يوليو من عام 2015.

## السعة
تبلغ مساحة المستودع 505٬139 قدم مربع (46٬928.9 متر مربع)- ومنها 456٬412 قدم مربع (42٬402.1 متر مربع) مُبرَّدة - ويبلغ حجمه 36٬340٬650 قدم مكعب (1٬029٬053 متر مكعب). وتستطيع المنشآة تخزين واستيعاب حوالي 350 مليون رطل (160 كيلوطن) من الطعام المُجمّد. تعد منشآة «الطريق القطبي 2800» إحدى أكبر المباني في العالم حسب الحجم القابل للاستخدام منها.

## وصلات خارجية
- Preferred Freezer Services (بالإنجليزية)